# Paulo Viriato Corrêa da Costa
Paulo Viriato Corrêa da Costa (Santos, 23 de janeiro de 1930 — São Paulo, 11 de abril de 2000) foi um empresário e arquiteto brasileiro, fundador e presidente das empresas Arena Construtora e Incorporadora Imobiliária Integral, e Presidente Mundial do Rotary International.

## Biografia
Santista empreendedor, arquiteto formado pela Universidade Mackenzie de São Paulo, Paulo Viriato esteve à frente de um dos mais respeitados conglomerados de empresas de Santos, concorrendo para o desenvolvimento urbano e aos setores de navegação e bancário.
Participou do Conselho de Administração da Fundação Pinacoteca Benedicto Calixto. Em artigo no Jornal “A Tribuna” de Santos, a Escritora Santista Edith Pires Gonçalves Dias, escreveria sobre sua especial dedicação à Fundação Pinacoteca Benedicto Calixto: “Particularmente, sou grata a ele por ter integrado o grupo corajoso que aceitou o desafio de recuperar o casarão branco, que quase sucumbiu por obra do vandalismo que o atingiu. Seu nome está perpetuado na Pinacoteca Benedicto Calixto, como um dos que mais lutou para que ela se tornasse realidade”.
Associado ao Rotary Club de Santos, alcançou o cargo máximo da organização servindo voluntariamente como Presidente Mundial do Rotary International no período 1990-1991, adotou o lema Valorize Rotary com fé e entusiasmo  e criou o programa Preserve o Planeta Terra. 
Foi membro do Conselho de Administração do Museu de Arte Sacra de Santos e da Casa da Esperança de Santos. Ocupou a cadeira Marechal Rondon no Instituto Histórico e Geográfico de Santos.

## Homenagens
- Agraciado com a Medalha Anchieta e o Diploma de Gratidão da Cidade de São Paulo pela Câmara Municipal de São Paulo em reconhecimento a toda sua dedicação e envolvimento com as questões sociais e comunitárias. [4]
- Recebeu a Ordem Superior do Ipiranga, concedida pelo Governo do Estado de São Paulo,[5] pela realização do evento que reuniu mais de 18000 participantes em São Paulo.
- Foi homenageado pela Câmara Municipal de Porto Alegre em 11/12/1990 com a outorga da Medalha de Cidadão de Porto Alegra [6]
- Em sua homenagem as cidades de Santos, Jacarei, e Taubate, no Estado de São Paulo [7] outorgaram o seu nome a logradouros públicos
- Cavaleiro da Ordem Soberana e Militar de Malta [8] e membro da ADESG Associação dos Diplomados da Escola Superior de Guerra.
- Imortalizado como Patrono da Cadeira nº 8 da Academia Brasileira Rotária de Letras ABROL<ref>https://www.abrol.org.br/os-academicos e da Cadeira nº 5 da Academia Rotária de Letras da Cidade do Rio de Janeiro ABROL Rio<ref>https://abrol-rio.com.br/membro/paulo-viriato-correa-da-costa/<ref>